# Бирюлин, Александр Сергеевич
Александр Сергеевич Бирюлин (9 февраля 1931, Москва, СССР — 3 августа 2008, Москва, Россия) — советский футболист, полузащитник.

## Карьера
Воспитанник юношеской команды «Торпедо» Москва. За свою карьеру выступал в московских командах ЦДСА, «Химик», МВО, «Спартак», «Локомотив», «Мясокомбинат» и «Волга» Калинин. После завершении карьеры игрока с 1966 по 1969 года был тренером «Волги» Калинин, с 1970 по 1976 год тренером СК «Трудовые резервы» (Москва).